# Denningita
La denningita és un mineral de la classe dels òxids. Rep el nom en honor de Reynolds McConnell Denning, (Fitchburg, Massachusetts, 3 de setembre de 1916 - Ann Arbor, Michigan, 1 de novembre de 1967) professor de mineralogia del Departament de Geologia i Mineralogia de la Universitat de Michigan.

## Característiques
La denningita és un òxid de fórmula química (Mn2+,Ca,Zn)Te₂4+O₅. Es tracta d'una espècie aprovada per l'Associació Mineralògica Internacional, i publicada per primera vegada el 1961. Cristal·litza en el sistema tetragonal. La seva duresa a l'escala de Mohs és 4.
Segons la classificació de Nickel-Strunz, la denningita pertany a «04.JK - Tel·lurits sense anions addicionals, sense H₂O» juntament amb els següents minerals: winstanleyita, walfordita, spiroffita, zincospiroffita, balyakinita, rajita, carlfriesita, chekhovichita, smirnita, choloalita, fairbankita, plumbotel·lurita, magnolita, moctezumita, schmitterita i cliffordita.

## Formació i jaciments
Va ser descoberta a la mina Moctezuma, també coneguda com a mina Bambolla, situada a la localitat de Moctezuma, a l'estat de Sonora (Mèxic). També ha estat descrita a la mina Trixie, al comtat de Utah (Utah, Estats Units). Aquests dos indrets són els únics de tot el planeta on ha estat descrita aquesta espècie mineral.